# Rudolf Huber (Politiker, 1924)
Rudolf Huber (* 22. Juni 1924; † 16. April 1997) war ein österreichischer Politiker (SPÖ).
Huber rückte am 21. November 1975 für Stefan Schemer in den Wiener Landtag und Gemeinderat nach und gehörte diesem Gremium bis zum 12. Mai 1977 an. Danach war Huber zwischen dem 12. Mai 1977 und dem 31. März 1981 Bezirksvorsteher des 22. Wiener Gemeindebezirks Donaustadt. Huber wurde am 13. Mai 1997 am Asperner Friedhof bestattet, 2003 erfolgte ihm zu Ehren die Benennung des Rudolf-Huber-Wegs im Bezirk Donaustadt. Ebenfalls nach ihm benannt ist der Rudolf-Huber-Hof in der Quadenstraße 6–8.
| Personendaten    | Personendaten                                         |
| ---------------- | ----------------------------------------------------- |
| NAME             | Huber, Rudolf                                         |
| KURZBESCHREIBUNG | österreichischer Politiker (SPÖ) und Bezirksvorsteher |
| GEBURTSDATUM     | 22. Juni 1924                                         |
| STERBEDATUM      | 16. April 1997                                        |